# Moki
Moki (* 1. Mai 1982 in Brilon) ist eine deutsche Künstlerin.

## Leben und Werk
Moki ist der Künstlername einer 1982 im sauerländischen Brilon geborenen Künstlerin. Sie lebt und arbeitet in Berlin. Moki arbeitet in unterschiedlichen Medien, wobei ihr Schwerpunkt auf der Malerei liegt.
Von 2001 bis 2007 studierte Moki Freie Kunst an der Hamburger Hochschule für bildende Künste, wobei sie das Begabtenstipendium des Bonner Cusanuswerks erhielt. 2009 schloss sie das Studium nach der Meisterklasse ab.
Während ihrer Studienzeit war sie Teil eines internationalen Künstlernetzwerkes (frombeetobee) und Mitglied eines Freundeskreises, der die unabhängige Galerie Hinterconti in Hamburg betreibt. Seit 2006 nimmt sie an internationalen Ausstellungen teil. Sie ist festes Mitglied des Spring-Kollektivs, das jährlich eine Anthologie mit visuell erzählten Geschichten veröffentlicht.
Während ihrer Studienzeit veröffentlichte sie ihre erste Monographie mit Malerei unter dem Titel asleep in a foreign place bei KikiPost. Nach ihrem Diplom folgten die Bücher How to disappear (2010) und Shelter (2017) bei Gingko Press. Die Graphic Novels Sumpfland (2019), Kaleidoskop (2023) und Wandering Ghost (2011) erschienen beim Reprodukt Verlag. Kürzere Comic-Veröffentlichungen finden sich in den Anthologien Spring und Orang.

## Auszeichnungen
- 2023 VG-Bildkunst Förderung für die Publikation Mäander
- 2022 Neustart Kultur Stipendium
- 2020 Stiftung Buchkunst, Schönste Deutsche Bücher 2020, für das Buch Die wundersamen Zwölf[1]
- 2019 Ginco Spotlight Award für Sumpfland
- 2018 AIR Stipendium, Niederösterreich
- 2007 Sonderpreis der Ditzestiftung, Diplomausstellung, Hochschule für bildende Künste Hamburg
- 2006 ICOM Independent Comic Preis in der Kategorie Herausragendes Artwork für Borderland
- 2006 Sondermann in der Kategorie Newcomer für Asleep in a foreign place
- 2004 Stipendium des Cusanuswerks, Bonn

## Veröffentlichungen (Auswahl)
- Kaleidoskop, Reprodukt, Berlin 2023, ISBN 978-3-95640-380-4
- Scheitern, Spring, Mairisch Verlag, Hamburg 2022, ISBN 978-3-948722-18-0
- Freiheit, Spring, Mairisch Verlag, Hamburg 2021, ISBN 978-3-948722-13-5
- Gespenster, Spring, Mairisch Verlag, Hamburg 2020, ISBN 978-3-938539-60-6
- Die Wundersamen Zwölf, Reisedepeschen Verlag, Berlin 2019, ISBN 978-3-963480-06-5
- Sumpfland, Reprodukt, Berlin 2019, ISBN 978-3-95640-179-4
- Sex, Spring, Mairisch Verlag, Hamburg 2019, ISBN 978-3-938539-54-5
- Arbeit, Spring, Mairisch Verlag, Hamburg 2018, ISBN 978-3-938539-50-7
- Artwork für Sweet Apocalypse, Lambert, 2017, Mercury KX 2017
- Yo, Future!, Spring, Mairisch Verlag, Hamburg 2017, ISBN 978-3-938539-46-0
- Shelter, Gingko Press, Hamburg 2016, ISBN 978-1-58423-578-1
- Privée, Spring, Mairisch Verlag, Hamburg 2015, ISBN 978-3-938539-36-1
- Wandering Ghost, Reprodukt, Berlin 2011, ISBN 978-3-941099-79-1
- Orang 9, Reprodukt, Berlin 2011, ISBN 978-3-941099-78-4
- How to disappear, Gingko Press, Hamburg 2010, ISBN 978-1-58423-417-3
- Orang 7, Reprodukt, Berlin 2008, ISBN 978-3-938511-92-3
- Garten Eden, Spring, Mairisch Verlag, Hamburg 2007
- Orang 6, Reprodukt, Berlin 2006, ISBN 978-3-938511-80-0
- Asleep in a foreign place, Kiki Post, Hamburg 2006, ISBN 978-3-938511-30-5
- Special Places, Spring, Mairisch Verlag, Hamburg 2006
- Wandlungen, Spring, Mairisch Verlag, Hamburg 2005